# Уайтхед, Колсон
Ко́лсон Уа́йтхед (англ. Colson Whitehead; род. 6 ноября 1969, Нью-Йорк, США) — американский писатель, колумнист, дважды лауреат Пулитцеровской премии за 2017 и 2020 годы в номинации «Лучшая художественная книга».

## Биография
Детство провёл на Манхэттене, учился в школе Тринити. В 1991 году окончил Гарвардский университет. Работая колумнистом, специализирующимся на поп-культуре в еженедельной газете «The Village Voice», начал писать первую прозу.
В 1999 году издан его дебютный роман «Интуиционист», рассказывающий об инспекторе Лилу Мэй Уотсон, пытающейся выяснить причину падения лифта.
В 2001 году вышел роман «Дни Джона Генри», одна из интерпретаций истории о путейщике Джоне Генри, который победил в соревновании с паровым молотом, но в конце концов умер от истощения. События романа происходят сто лет назад, когда журналист Дж. Саттер наведывается на фестиваль памяти легендарного путейщика.
Следующий роман «Апекс скрывает рану» увидел свет в 2006 году и рассказывал о консультанте, который должен взвесить все за и против предложенных ему вариантов для изменения названия города.
В 2009 году вышел роман «Саг Харбор» о том, как, в 1980-х двое чернокожих братьев проводят свои летние каникулы в Саг-Харборе, городе, где в основном проживает белое население. В 2011 году писатель издал постапокалиптический роман «Зона один», о вирусе, который инфицирует людей и превращает их в зомби.
В 2016 году выходит роман «Подземная железная дорога», который рассказывал о двух рабах, которым удается сбежать с плантаций в Джорджии благодаря таинственной системе под названием «Подпольная железная дорога». Книга принесла автору целый ряд наград: Национальную книжную премию (2016), Медаль Эндрю Карнеги (2017), Премию Артура Кларка (2017). По книге также был снят сериал, режиссером выступил Барри Дженкис.

## Награды
- Whiting Award[англ.] (2000).
- Dos Passos Prize[англ.] (2012)
- Пулитцеровская премия (2017, 2020).
- Heartland Prize[англ.] (2017).
- Library of Congress Prize for American Fiction[англ.] (2020).
- Национальная гуманитарная медаль США (2021)[4].

## Сочинения
Романы
- «Интуиционист[англ.]» (англ. The Intuitionist, 1999);
- «Дни Джона Генри[англ.]» (англ. John Henry Days, 2001);
- «Апекс скрывает рану[англ.]» (англ. The Apex Hides the Hurt, 2006);
- «Саг Харбор[англ.]» (англ. Sag Harbor, 2009);
- «Зона один» (англ.  Zone One, 2011);
- «Подземная железная дорога[англ.]» (англ. The Underground Railroad, 2016);
- «Парни из Никелевой академии[англ.]» (англ. The Nickel Boys, 2019);
- «Гарлемская перетасовка» (англ. Harlem Shuffle, 2021).